# وندرگنو
وندرگنو (به ایتالیایی: Vendrogno) یک کومونه در ایتالیا است که در استان لکو واقع شده‌است.

## خصوصیات
وندرگنو ۱۱٫۷ کیلومترمربع مساحت و ۳۲۳ نفر جمعیت دارد.